# Жадько-Базилевич, Людмила Юрьевна
Людмила Юрьевна Жадько-Базилевич  (11 марта 1931, — советский художник-реалист и педагог, член Ленинградского Союза художников.

## Биография
Родилась 11 марта 1891 года в Ленинграде в творческой семье, мать Екатерина Александровна Жадько-Базилевич (1904—1994) была художником декоративно-прикладного искусства. Великую Отечественную войну Людмила Юрьевна встретила с семьей в Ленинграде, пережив ребёнком ужасы блокады.
На её глазах от голода умерли любимые бабушка и дедушка, которых не могла оставить мама не смотря на то что отец жил в г. Горьком и много раз звал их к себе. И лишь после смерти родных, осенью 1942 года Екатерина Александровна и Людмилой смогли эвакуироваться из осажденного Ленинграда. После окончания Великой Отечественной войны вернулась в Ленинград и поступила в Ленинградское высшее художественно-промышленным училищем имени В. И. Мухиной (Санкт-Петербургская государственная художественно-промышленная академия имени А. Л. Штиглица) на факультет монументально-декоративной живописи, где занималась у педагогов: Осипова Сергея Ивановича, Семёнова Арсения Никифоровича , Казанцева Анатолия Алексеевича . В 1956 году она окончила училище с присвоением квалификации художника монументально-декоративной живописи.
С 1960 года Людмила Юрьевна активно участвовала в выставках ленинградских художников как живописец-станковист. Излюбленными жанрами живописи художницы были преимущественно пейзажи и натюрморты. В начале 1960-х годов Л. Ю. Жадько-Базилевич была принята в члены Ленинградского Союза художников (ЛОСХ) по секции живописи. В 1968 году приняла участие в Осенней выставке произведений ленинградских художников с работой «Городской пейзаж».
Работала с Ленинградским отделением Художественного фонда РСФСР и выполняла заказы Комбината живописно-оформительского искусства.
Работы художницы принимали многочисленное количество раз участие во Всесоюзной художественной лотерее.
Представитель ленинградской школы живописи, мастер натюрморта.

## Музейные коллекции
Произведения Людмилы Юрьевна находятся во многих музейных собраниях за рубежом и в России, как и в частных коллекциях.
- Бюджетное учреждение культуры Удмуртской Республики «Удмуртский республиканский музей изобразительных искусств»
- Санкт-Петербургское государственное бюджетное учреждение культуры «Государственный музей истории Санкт-Петербурга»
- [[Муниципальное бюджетное учреждение культуры муниципального образования городской округ город-курорт Сочи Краснодарского края «Музей истории города-курорта Сочи»]]